# TWD Lwów
TWD Lwów (ukr. Міні-Футбольний Клуб «ТВД» Львів, Mini-Futbolnyj Kłub "TWD" Lwiw) – ukraiński klub futsalu z siedzibą we Lwowie. Do 2011 występował w futsalowej Wyższej Lidze Ukrainy.

## Historia
Chronologia nazw:
- 1997–2011: TWD Lwów (ukr. «ТВД» Львів)

Klub futsalu TWD Lwów został założony w 1997 na bazie Spółki z o.o. "TWD" we Lwowie.
Najpierw występował w mistrzostwach obwodu lwowskiego. W lutym 2000 zdobył mistrzostwo obwodu i w 2000 debiutował w Pierwszej Lidze. W 2003 awansował do Wyższej Ligi.
W 2011 ogłosił o rezygnacji z rozgrywek w Wyższej Lidze, a potem został rozwiązy.

## Sukcesy
Sukcesy krajowe
- Mistrzostwo Ukrainy:
  - 5 miejsce (1x): 2006/07
- Puchar Ukrainy:
  - zdobywca (1x): 2007/08
  - finalista (1x): 2006/07
- Superpuchar Ukrainy:
  - finalista (1x): 2008

## Hala
Drużyna rozgrywa swoje mecze w Hali Pałacu Sportu "Hałyczyna", znajdującej się przy ul. Kreczeńska 8, 79000 Lwów.